# Decemviri legibus scribundis
De decemviri consulari imperio legibus scribundis waren decemviri ('tienmannen') tijdens de Romeinse Republiek die de Romeinse wetten schreven.
De commissie werd, op aandringen van het plebs, opgericht in 452 v.Chr. tijdens de standenstrijd. Ze was oorspronkelijk samengesteld uit 10 patriciërs, die onder opschorting van de bestaande constitutie, met buitengewone volmachten (consulari imperio) moesten zorgen voor de codificatie van het recht. Na voorafgaande studie over het Griekse rechtssysteem, met name die van Solon van Athene, de Solonische Codex, redigeerden zij tien tabulae, waaraan een tweede commissie, van wie 5 plebejers en 5 patriciërs waren, er in 450 v.Chr. nog twee toevoegden. Zo kwam de Twaalftafelenwet tot stand. Het was de eerste keer dat er neergeschreven wetten waren in Rome.
Wegens machtsmisbruik zouden de Decemviri legibus scribundis in 449 door een revolte tot aftreden zijn gedwongen.